# تصادف (مجموعه تلویزیونی کره جنوبی)
تصادف (کره‌ای: 크래시؛ انگلیسی: Crash) یک مجموعه تلویزیونی کره جنوبی به نویسندگی اوه سو جین، به کارگردانی پارک جون وو و با بازی لی مین کی، کواک سون یونگ، هو سونگ ته، لی هو چول و مون هی است. این مجموعه از ۱۳ مه تا ۱۸ ژوئن ۲۰۲۴، روزهای دوشنبه و سه‌شنبه ساعت ۲۲:۰۰ (کی‌اس‌تی) از ئی‌ان‌ای برای ۱۲ قسمت پخش شد.

## بازیگران

### اصلی
- لی مین کی در نقش چا یون هو[۱]
- کواک سون یونگ در نقش مین سو هی[۱]
- هو سونگ ته در نقش جونگ چه مان[۱]
- لی هو چول در نقش وو دونگ گی[۱]
- مون هی در نقش اوه هیون گیونگ[۱]

### حضور ویژه
- لی نا اون در نقش یک قربانی[۲]